# Luca Boschi
Luca Boschi (ur. 29 grudnia 1972) – sanmaryński polityk, przedsiębiorca i parlamentarzysta, od 1 października 2019 do 1 kwietnia 2020 kapitan regent San Marino wraz z Mariellą Mularoni.

## Życiorys
Wychowywał się w Mediolanie, do rodzinnego San Marino powrócił w latach 90. Ukończył studia z handlu i marketingu międzynarodowego w Cardiff University. Pracował w prywatnych firmach w San Marino, następnie założył własne małe przedsiębiorstwo i został konsultantem biznesowym. W 2016 dołączył do ruchu politycznego Civico 10, zostając w nim w marcu 2017 koordynatorem. W 2016 po raz pierwszy uzyskał mandat w Wielkiej Radzie Generalnej. 16 września 2019 wybrany został jednym z dwóch kapitanów regentów San Marino na półroczną kadencję rozpoczynającą się z dniem 1 października.
Jest żonaty, ma troje dzieci.